# КК Олденбург
КК Олденбург немачки је кошаркашки клуб из Олденбурга. У сезони 2021/22. такмичи се у Бундеслиги Немачке и у ФИБА Лиги шампиона. 

## Историја
Клуб је основан 1954. године као део спортског клуба ТБ Олденбург, да би 2001. кошаркашка секција ТБ Олденбурга основала нови клуб ЕВЕ Баскетс Олденбург. У сезони 2008/09. клуб је остварио највећи успех освојивши немачко првенство и тако стекао право играња у Евролиги у сезони 2009/10.

## Успеси

### Национални
- Првенство Немачке:
  - Првак (1): 2009.
  - Вицепрвак (2): 2013, 2017.

- Куп Немачке:
  - Победник (1): 2015.
  - Финалиста (2): 2002, 2020.

- Суперкуп Немачке:
  - Победник (1): 2009.
  - Финалиста (1): 2015.

## Учинак у претходним сезонама
| Сез.     | Првенство Немачке | Куп Немачке   | Европско такмичење                    | Европско такмичење |
| -------- | ----------------- | ------------- | ------------------------------------- | ------------------ |
| 2008/09. | Првак             | —             | ФИБА Еврочеленџ — Топ 16              |                    |
| 2009/10. | Четвртфинале ПО   | Четвртфинале  | Евролига — Топ 24                     |                    |
| 2010/11. | Четвртфинале ПО   | Четвртфинале  | Еврокуп — Топ 32                      |                    |
| 2011/12. | 10. место         | Четвртфинале  | ФИБА Еврочеленџ — Топ 16              |                    |
| 2012/13. | Вицепрвак         | Четвртфинале  | ФИБА Еврочеленџ — 3. место            |                    |
| 2013/14. | Полуфинале ПО     | Четвртфинале  | Еврокуп — Прва фаза                   |                    |
| 2014/15. | Четвртфинале ПО   | Победник      | Еврокуп — Прва фаза                   |                    |
| 2015/16. | Четвртфинале ПО   | Четвртфинале  | Еврокуп — Топ 16                      |                    |
| 2016/17. | Вицепрвак         | —             | ФИБА Лига шампиона — Осмина финала    |                    |
| 2017/18. | Четвртфинале ПО   | —             | ФИБА Лига шампиона — Осмина финала    |                    |
| 2018/19. | Полуфинале ПО     | Осмина финала | —                                     |                    |
| 2019/20. | Полуфинале ПО     | Финалиста     | Еврокуп — Топ 16                      |                    |
| 2020/21. | Четвртфинале ПО   | Групна фаза   | —                                     |                    |
| 2021/22. | —                 | Осмина финала | ФИБА Лига шампиона — Прва групна фаза |                    |

## Познатији играчи
- Немања Александров
- Лука Богдановић
- Боби Браун
- Клемен Препелич
- Немања Протић
- Оливер Стевић
- Диор Фишер
- Хајко Шафарцик
- Сеад Шеховић